# Rıza Doğan
Rıza Doğan (* 1931 in Ankara; † April 2004 ebenda) war ein türkischer Ringer. Doğan rang hauptsächlich im griechisch-römischen Stil, in dem er auch 1956 eine Silbermedaille bei Olympischen Spielen gewinnen konnte.

## Erfolge
- 1956, Silbermedaille, OS in Melbourne, GR, Lg, hinter Kyösti Lehtonen, Finnland und vor Gyula Tóth, Ungarn
- 1958, 1. Platz, WM in Budapest, GR, Lg, vor Wiktor Wasin, Sowjetunion, Gyula Tóth, Ungarn und Dumitru Gheorghe, Rumänien
- 1961, 5. Platz, WM in Yokohama, GR, Lg, hinter Awtandil Koridse, Sowjetunion, Imre Polyák, Ungarn, Branislav Martinović, Jugoslawien und Benjamin Northrup, USA
- 1962, 3. Platz, WM in Toledo, GR, Fg, hinter Imre Polyák und Konstantin Wyrupajew, Sowjetunion